# Odontoscelis fuliginosa
Espèce
Odontoscelis fuliginosa est une espèce d'insectes de la famille des Scutelleridae.

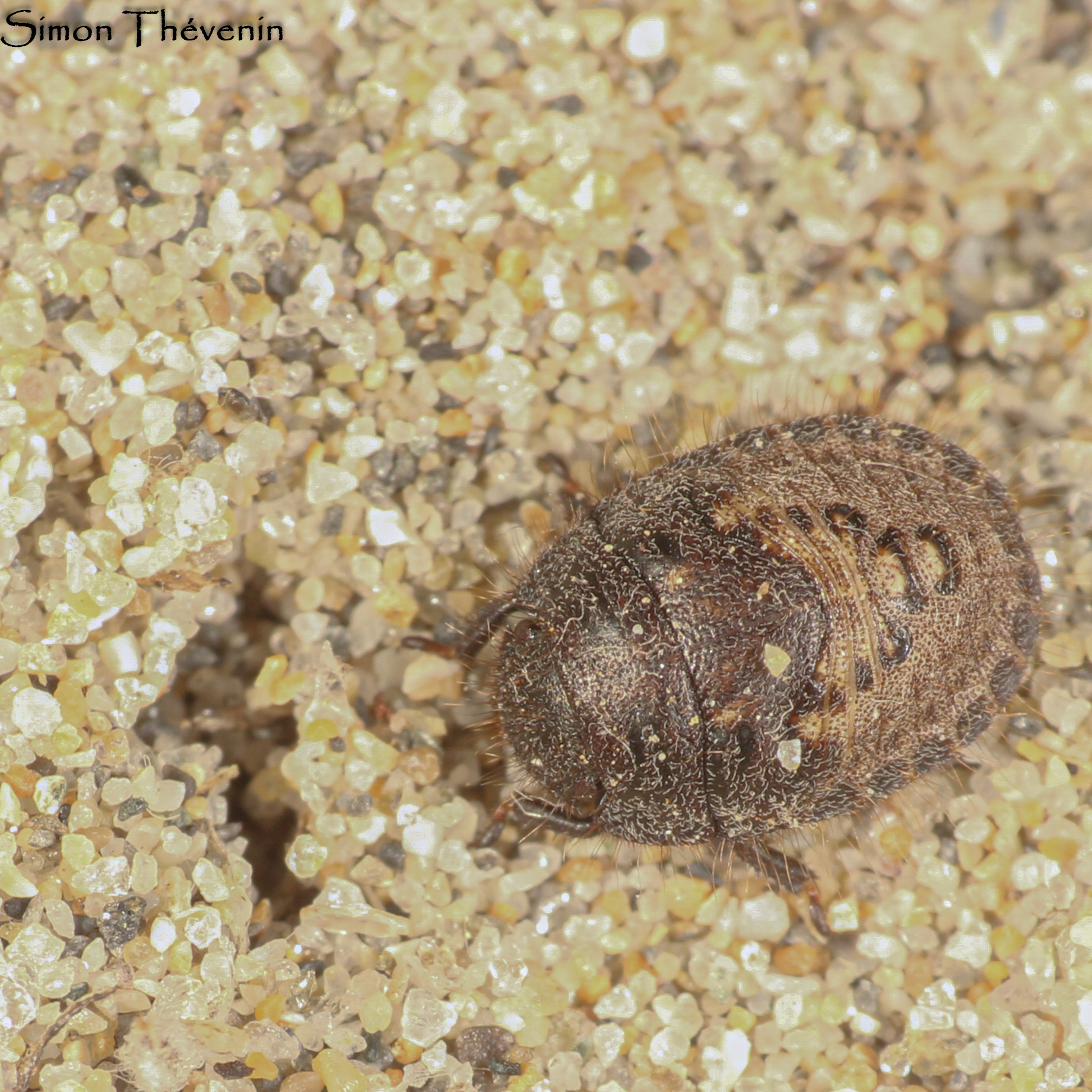
Odontoscelis fuliginosa (juvénile stade V)

## Classification
Odontoscelis fuliginosa est décrit pour la première fois par le naturaliste suédois Carl von Linné en 1761 à partir du type Cimex fuliginosus.